# Liste der Auslandsvertretungen der Zentralafrikanischen Republik

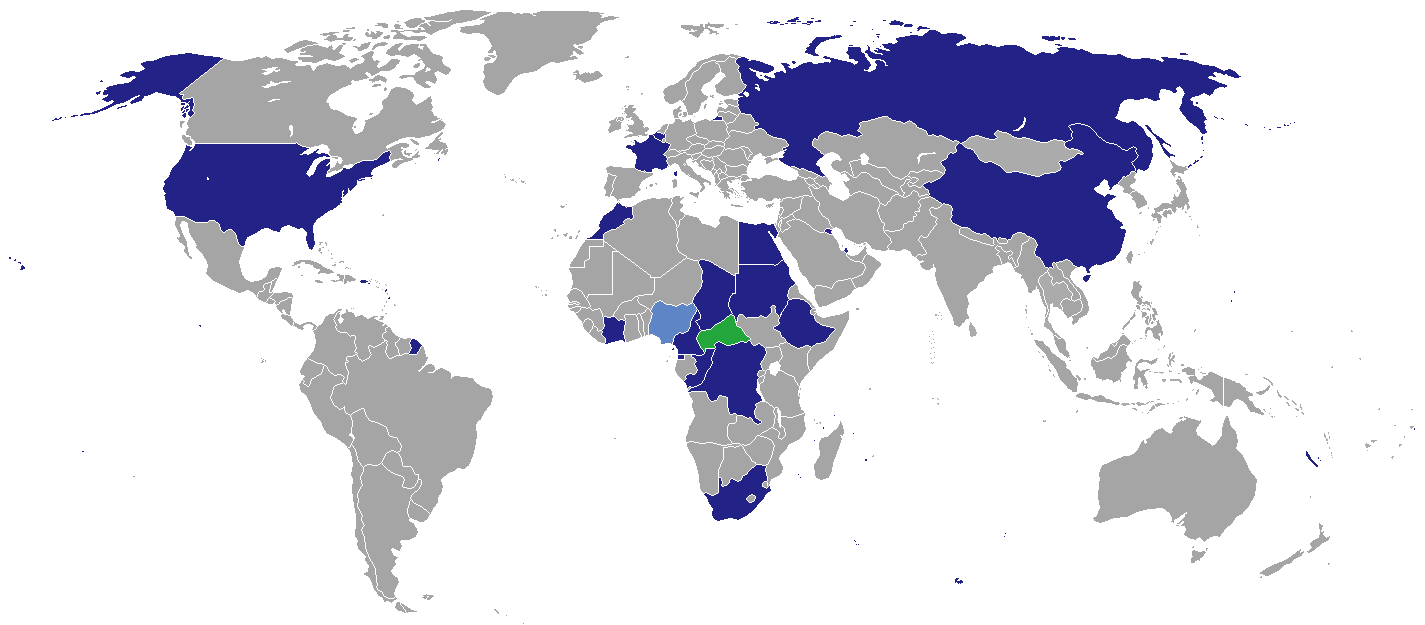
Standorte der diplomatischen Vertretungen der Zentralafrikanischen Republik

Dies ist eine Liste der diplomatischen und konsularischen Vertretungen der Zentralafrikanischen Republik.

## Diplomatische und konsularische Vertretungen

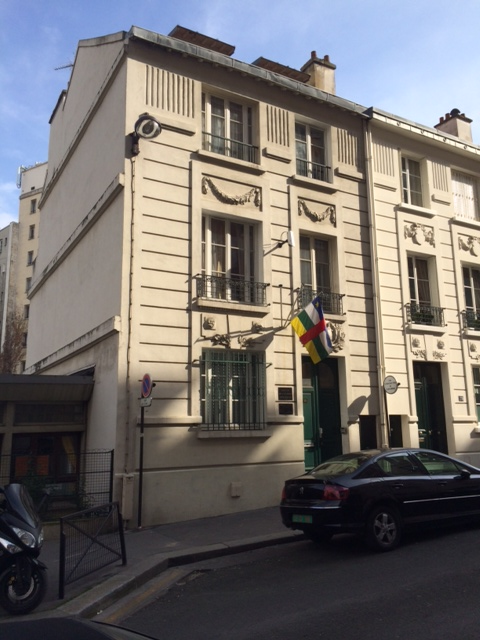
Botschaft der Zentralafrikanischen Republik in Paris

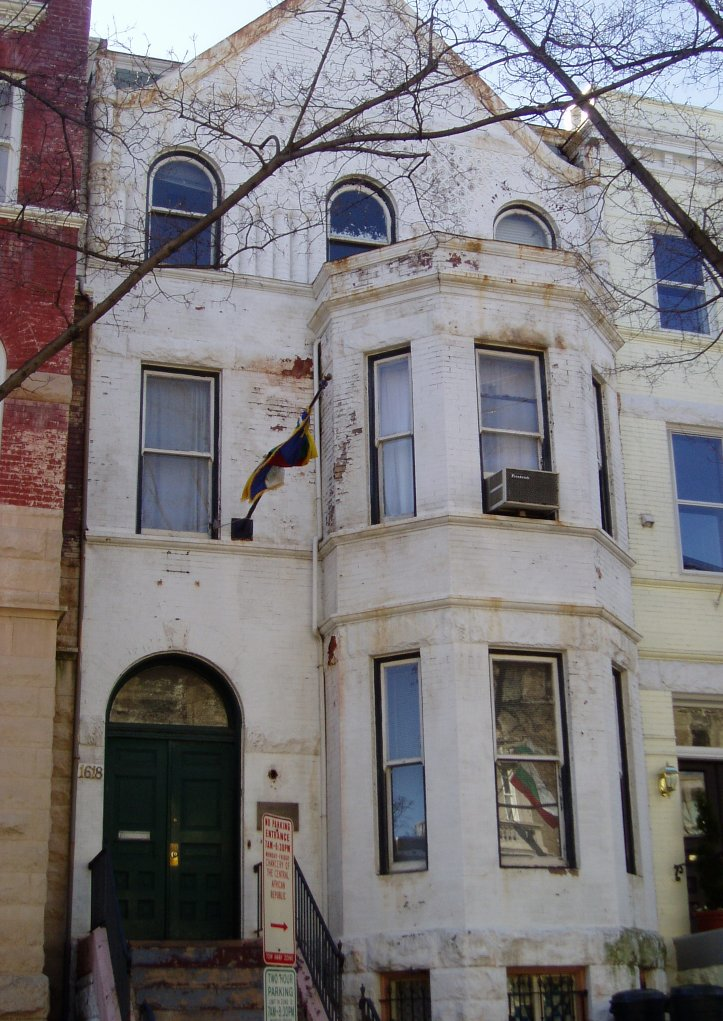
Botschaft der Zentralafrikanischen Republik in Washington, D.C.

### Afrika
| - Ägypten: Kairo, Botschaft - Äquatorialguinea: Malabo, Botschaft - Demokratische Republik Kongo: Kinshasa, Botschaft - Elfenbeinküste: Abidjan, Botschaft - Kamerun: Jaunde, Botschaft - Kamerun: Douala, Konsulat | - Kongo: Brazzaville, Botschaft - Marokko: Rabat, Botschaft - Nigeria: Abuja, Botschaft - Südafrika: Pretoria, Botschaft - Sudan: Khartum, Botschaft - Tschad: N’Djamena, Botschaft |

### Amerika
- Vereinigte Staaten: Washington, D.C., Botschaft

### Asien
- Volksrepublik China: Peking, Botschaft
- Katar: Doha, Botschaft
- Kuwait: Kuwait, Botschaft

### Europa
| - Belgien: Brüssel, Botschaft - Frankreich: Paris, Botschaft | - Russland: Moskau, Botschaft |

## Vertretungen bei internationalen Organisationen
- Vereinte Nationen: New York, Vertretung
- Heiliger Stuhl: Vatikanstadt, Botschaft